# Korpus płużny

Korpus płużny lemieszowy pługa konnego: 1 - słupica, 4 - krój nożowy, 5 - dłuto, 6 - lemiesz, 7 - odkładnica

Korpus płużny - główny zespół roboczy pługa. Składa się z lemiesza, odkładnicy, słupicy, płozu, listwy usztywniającej, odkładającej i ścinającej. W celu otrzymania równych powierzchni do łączenie części korpusu stosuje się specjalne śruby wpuszczane noskowe lub kwadratowe.

## Rodzaje korpusów płużnych
- korpus lemieszowy - elementem łączącym poszczególne części korpusu jest słupica, do której są przykręcone: lemiesz, odkładnica i płóz zakończony piętką[2]; w pługu wielokorpusowym piętka występuje ona tylko w ostatnim korpusie[3].
- korpus talerzowy - składa się z talerza osadzonego na osi przymocowanej do słupicy, nad którym umocowana jest odkładnica.